# Ovis orientalis cycloceros
Cừu núi Ustyurt (Danh pháp khoa học: Ovis orientalis cycloceros) là một phân loài của loài cừu Ovis orientalis. Chúng thường được gọi là Cừu núi Turkmen và cư trú ở vùng cao nguyên núi của các bộ phận của Trung Á, đặc biệt là các cao nguyên Ustyurt mà từ đó nó có tên của nó như thế.
Nó đặc biệt phổ biến ở miền Bắc và miền đông và miền tây Turkmenistan Kazakhstan. Một số khu bảo tồn đã được thành lập ở Trung Á để bảo vệ các con chiên và động vật hoang dã khác. Đàn cừu được tìm thấy ở khu bảo tồn thiên nhiên Gaplaňgyr là một ví dụ.

## Đặc điểm chung
Tổng thể chúng có màu đỏ nâu, chúng có lớp lông ngoài là lông ngắn với mảng sọc tối màu đen và các bản chắp vá trên yên lưng có màu sáng. Các con đực có sừng và một số con cái cũng có sừng, trong khi những con khác thì tùy vào từng cá thể. Những chiếc sừng của con cừu đực trưởng thành được uốn cong ở gần đầy đủ ở phần thân (chúng có thể dài lên đến 85 cm).
Cừu có chiều cao đến vai khoảng 0,9 m và trọng lượng cơ thể 50kg đối với con đực và 35 kg đối với con cái. Môi trường sống bình thường của chúng là rừng núi dốc gần hàng cây. Vào mùa đông, chúng di chuyển đến độ cao thấp hơn để tránh cái lạnh và kiếm thức ăn.

## Sinh sản
Những con cừu đực có một hệ thống phân cấp thống trị rất nghiêm ngặt. Trước khi mùa giao phối là từ cuối mùa thu đến đầu mùa đông, cừu đực cố gắng để tạo ra một hệ thống phân cấp thống trị để xác định quyền tiếp cận vào các con cừu cái để phục vụ cho việc giao phối. Các con cừu đực chiến đấu với nhau để có được sự thống trị và giành chiến thắng nhằm có một cơ hội để giao phối với con cái.
Các con cừu thành thục sinh dục ở tuổi 2-4 năm. Những con cừu non cần phải có được sự thống trị trước khi chúng nhận được một cơ hội giao phối, mà phải mất 3 năm nữa để chúng bắt đầu giao phối. Cừu đực cũng trải qua một quá trình hệ thống cấp bậc tương tự nhau về địa vị xã hội trong 2 năm đầu tiên, nhưng có thể sinh sản ngay cả ở trạng thái thấp. Chu kỳ mang thai ở con cái kéo dài 5 tháng, trong đó chúng cho ra đời từ 1-2 con.